# Sainte-Colombe-des-Bois
Sainte-Colombe-des-Bois là một xã của tỉnh Nièvre, thuộc vùng Bourgogne-Franche-Comté, miền trung nước Pháp.